# نصف‌النهار ۱۴۴ درجه غربی
نصف‌النهار ۱۴۴ درجه غربی ۱۴۴مین نصف‌النهار غربی از گرینویچ است که از لحاظ زمانی ۹ساعت و ۳۶دقیقه با گرینویچ اختلاف زمانی دارد.
این نصف‌النهار از قطب شمال شروع و از مناطق زیر گذشته و به قطب جنوب ختم می‌شود.
- اقیانوس آرام
- آلاسکا( ایالات متحده آمریکا)